# Кавун, Василий Михайлович
Васи́лий Миха́йлович Каву́н (укр. Василь Михайлович Кавун; 14 августа 1928, с. Кобриново, Тальновский район, Уманский округ, Украинская ССР, СССР — 8 августа 2009, Киев, Украина) — советский и украинский государственный, партийный и хозяйственный деятель. Герой Социалистического Труда (1962),  (1969). 

## Биография
Родился 14 августа 1928 в селе Кобриново Тальновского района Уманского округа Украинской ССР (ныне село в составе Тальновской городской общины Звенигородского района Черкасской области Украины), украинец.

### Образование
В 1953 окончил Уманский сельскохозяйственный институт.
В 1969 в Украинской сельскохозяйственной академии защитил диссертацию на соискание учёной степени кандидата сельскохозяйственных наук. Тема диссертации: «Приëмы возделывания гороха в юго-западной части лесостепной зоны Украинской ССР: на примере ордена Ленина колхоза имени XXII съезда КПСС Бершадского района Винницкой области».

### Трудовая деятельность
С 1953 года начал работу агрономом колхоза «40 лет Октября», в том же году стал председателем колхоза имени Куйбышева Винницкой области Украинской ССР.
В 1958—1970 годах — председатель колхоза им. XXII съезда КПСС Винницкой области. В 1961 году получил урожайность, ц/га: озимая пшеница 29,6 (1372 га), кукуруза 60 (900 га), гречиха 18 (80 га), сахарная свёкла 343 (1135 га), семена подсолнечника - 21,3 (160 га).
В 1970—1978 годах — председатель исполкома Винницкого областного Совета,
В 1978—1989 годах — первый секретарь Житомирского обкома КП Украины.
Член КПСС с 1954 года. Член ЦК КПСС (1961—1990). Депутат Совета Союза Верховного Совета СССР 6—10-го созывов (1962—1989) от Житомирской области (11-й созыв). Член Президиума Верховного Совета СССР в 1962—1974 годах. Народный депутат СССР (1989—1991).
В декабре 1989 года вышел на пенсию, вернулся в родное село, где односельчане избрали его председателем правления колхоза.
В 1994 году беспартийный В. М. Кавун избран народным депутатом Украины по Бершадскому избирательному округу № 54 в Винницкой области.
Умер 8 августа 2009 года в одной из киевских больниц. Похоронен на Байковом кладбище.

## Награды и Звания
- Герой Социалистического Труда (1962).
- Награждён шестью  орденами Ленина, орденом Октябрьской Революции, орденом Трудового Красного Знамени и другими наградами.
- Первый обладатель почётного знака отличия «За заслуги перед Житомирщиной»[2]